# البنی
البنی (به لاتین: Albeni) یک منطقهٔ مسکونی در رومانی است که در شهرستان گورژ واقع شده‌است.

## خصوصیات
البنی ۴۵٫۱۱ کیلومترمربع مساحت و ۳٬۱۰۰ نفر جمعیت دارد.